# Тартар (сос)
Сос „тартар“ (от френски: sauce tartare) е вид студен сос. Приготвя се от майонеза, смлени каперси, нарязани на ситно корнишони, лук и подправки като магданоз, кервел, естрагон и лют червен пипер. Традиционно се сервира към пържена риба, но е много подходящ и за зеленчуци.[източник? (Поискан преди 1 ден)]